# ダレル・ハモンド
ダレル・ハモンド（Darrell Hammond, 1955年10月8日 - ）は、アメリカ合衆国のコメディアン、俳優、インパーソネーター。

## 来歴
1955年10月8日、母マーガレットと父マックス・ハモンドの息子としてフロリダ州メルボルンに生まれる。父は第二次世界大戦の影響で精神疾患を抱えており、アルコールを飲んでは暴力を振るっていた。ハモンドは子どもの頃、自身の物真似が母の心を癒す唯一の物事であることに気付いた。
1978年にフロリダ大学を卒業したのち、ニューヨークへ移り住み、ウェイターとして働きながら演劇学校で演技を学ぶ。複数の舞台公演に俳優として参加し、26歳の時にはコメディクラブのステージにも上がったが、フロリダ州に戻ってボイスオーバーアーティストとして活動した。
1995年、NBCの公開コメディバラエティ番組『サタデー・ナイト・ライブ』のオーディションに合格してレギュラー出演者の一員に加わり、ビル・クリントン、アル・ゴア、ドナルド・トランプ、ジョン・マケイン、ディック・チェイニー、ジョン・トラボルタ、ジェシー・ジャクソン、そしてショーン・コネリーなど、100人以上の政治家や芸能人を物真似してお茶の間の支持を獲得していく。2009年の第34シーズンで番組を卒業するまで14年間に渡ってレギュラーを務め、2017年にキーナン・トンプソンによって記録を破られるまで、番組史上最長のレギュラー出演記録を保持した。
2014年9月19日、前月18日に死去したドン・パルドの後任として『サタデー・ナイト・ライブ』のアナウンサー（オープニングのナレーション役）に起用される。2015年5月に放映を開始したケンタッキーフライドチキンのテレビCMではカーネル・サンダース役に起用されたが、その役柄はわずか3か月で元『サタデー・ナイト・ライブ』レギュラーのノーム・マクドナルドに交代させられた。

## 出演作品

### テレビ
| 放映年           | 邦題 原題                                                      | 役名                                                  | 備考        |
| ---------------- | -------------------------------------------------------------- | ----------------------------------------------------- | ----------- |
| 1995-2009, 2014- | サタデー・ナイト・ライブ Saturday Night Live                   | レギュラーキャスト（1995-2009） アナウンサー（2014-） |             |
| 1997             | ザ・デイリー・ショー The Daily Show                            | 本人                                                  | 1エピソード |
| 2001             | LAW & ORDER:性犯罪特捜班 Law & Order: Special Victims Unit     | テッド・ボルジャー                                    | 1エピソード |
| 2005             | LAW & ORDER:犯罪心理捜査班 Law & Order: Criminal Intent        | レナード・ティモンズ                                  | 1エピソード |
| 2005             | ラスベガス Las Vegas                                           | ベン・カールソン / カルロス / テッド・ウォーターズ    | 1エピソード |
| 2009             | ダメージ Damages                                               | 助祭                                                  | 7エピソード |
| 2016             | アンブレイカブル・キミー・シュミット Unbreakable Kimmy Scmidit | アナウンサー                                          | 1エピソード |
| 2017             | クリミナル・マインド FBI行動分析課 Criminal Minds              | ローレンス・コールマン                                | 1エピソード |

### 映画
| 公開年 | 邦題 原題                                          | 役名                 | 備考                 |
| ------ | -------------------------------------------------- | -------------------- | -------------------- |
| 1996   | ダンク・ブラザース/脱線ファンにご用心 Celtic Pride | クリス・マッカーシー |                      |
| 1998   | ブルース・ブラザース2000 The Blues Brothers 2000   | ロバートソン         |                      |
| 1999   | 王様と私 The King and I                            | マスター・リトル     | アニメ映画、声の出演 |
| 2003   | エージェント・コーディ Agent Cody Banks            | アール               |                      |
| 2003   | 最'狂'絶叫計画 Scary Movie 3                       | マルドゥーン神父     |                      |
| 2004   | ニューヨーク・ミニット New York Minute             | ハドソン・マッギル   |                      |
| 2006   | キッス・アンド・ザ・スキャンダル Kiss Me Again     | マイケル             |                      |
| 2007   | 鉄板英雄伝説 Epic Movie                            | ジャック・スワローズ |                      |